# Antilhas Neerlandesas nos Jogos Olímpicos de Verão de 1988
As Antilhas Neerlandesas participaram dos Jogos Olímpicos de Verão de 1988 em Seul, na Coreia do Sul. Conquistaram nenhuma medalha de ouro, uma de prata e nenhuma de bronze, somando uma no total. Foi a oitava participação do país em Jogos Olímpicos de Verão. A única medalha foi conquistada por Jan Boersma, a primeira do país em todas as edições da competição.